# Malta na Mistrzostwach Świata w Lekkoatletyce 2019
Malta na Mistrzostwach Świata w Lekkoatletyce 2019 – reprezentacja Malty podczas mistrzostw świata w Doha liczyła tylko jedną zawodniczkę, sprinterkę Janet Richard.

## Skład reprezentacji

### Kobiety
| Zawodniczka   | Konkurencja   | Eliminacje | Eliminacje | Półfinał | Półfinał | Finał | Finał   |
| Zawodniczka   | Konkurencja   | Wynik      | Pozycja    | Wynik    | Pozycja  | Wynik | Pozycja |
| ------------- | ------------- | ---------- | ---------- | -------- | -------- | ----- | ------- |
| Janet Richard | Bieg na 400 m | 54,33 s    | 43.        | NQ       | NQ       | NQ    | NQ      |